# فيرنون فالنتاين بالمر
فيرنون فالنتاين بالمر (بالإنجليزية: Vernon Valentine Palmer)‏ هو محامي أمريكي، ولد في 9 سبتمبر 1940.